# Нова Вес-над-Жітавоу
Нова Вес-над-Жітавоу (словац. Nová Ves nad Žitavou) — село, громада округу Нітра, Нітранський край. Кадастрова площа громади — 10.17 км².
Населення 1358 осіб (станом на 31 грудня 2018 року).
Поруч протікає Черешньовий потік.

## Історія
Нова Вес-над-Жітавоу згадується 1075 року.

## Населення
| Рік:            | 1994. | 2004.   | 2014.   | 2024.   |
| --------------- | ----- | ------- | ------- | ------- |
| Кількість осіб: | 1321  | 1273    | 1340    | 1392    |
| Різниця:        |       | -3,63 % | +5,26 % | +3,88 % |

| Рік:            | 2023. | 2024.   |
| --------------- | ----- | ------- |
| Кількість осіб: | 1391  | 1392    |
| Різниця:        |       | +0,07 % |